# U-104号潜艇 (1917年)
陛下之104号潜艇是德意志帝国海军建造的一艘中型潜艇或称U艇。它由不来梅的威悉船厂承建，于1917年7月3日下水，至同年8月12日交付使用。U-104号是在第一次世界大战期间服役的329艘德国潜艇之一，曾参加过大西洋潜艇战。在其四次巡逻中，共击沉9艘协约国或中立国商船，容积总吨为14721吨。1918年4月25日，U-104号在聖佐治海峽遭英国单桅战船夜香树号击沉，艇内42名官兵仅1人获救。

## 设计
第一次世界大战爆发后，为了满足潜艇破交战的作战需求，德意志帝国海军潜艇监察局（Inspektion des U-Bootwesens）在U-43号（战时动员型）的基础上，研发出了一种技术上更为成熟的中型双壳体远洋潜艇。其排水量适中、性能均衡，非常适合北海和英国周边海域的作战环境。海军为此共计批出34艘订单，战术编号使用U-81至U-114号。实战证明，这一系列的潜艇具有出色的航海能力和稳定的耐用性，它们的许多布置也对后世IX級潛艇和国外一些潜艇的设计产生了影响。
U-104号是该系列第二批次的末艇，也是由不来梅威悉船厂承建（U-99至U-104号）的第六艘。从这一批次开始，设计部门对艇体线形进行了优化，步行甲板扶手被取消，侧面舷墙降低高度后与艇体外壳融为一体，有效改善了潜艇的机动性能。但与基尔日耳曼尼亚船厂承建的同一批次产品（U-93至U-98号）相比，其艇体尺寸、排水量、航速和鱼雷装备等方面均显著下降，惟续航里程略为提高。U-104号的水上和水下排水量分别为750吨和952吨。其全长67.60米；舷宽6.32米，当中的耐压壳体宽为4.05米；有3.65米的吃水深度。艇只搭载有可在水上使用的两台猛狮六缸四冲程柴油发动机，总功率为2,400匹公制馬力（1,765千瓦特）；以及可在水下使用的西门子-舒克特双电动发电机，总功率为1,200匹公制馬力（883千瓦特）。这些发动机用以驱动双轴、每根轴各一个的直径1.65米长螺旋桨。它的潜航深度为50米。
U-104号在水上的最高速度达16.5節（30.6每小時），在水下的最高航速则为8.8節（16.3每小時）。它可以8節（15每小時）的速度在水上巡航10,100海里（18,700），或以5節（9.3每小時）的速度在水下巡航45海里（83）。该艇装备了四具直径为500毫米的鱼雷发射管，其中艏、艉各两具，并可合共携带至多12枚鱼雷；作为辅助武器的甲板炮则最初是一门88毫米30倍径速射炮，自1918年起又增加第二门88毫米炮和一门105毫米45倍径速射炮。其标准船员编制为4名军官及32名水兵。

## 历史
U-104号是由德意志帝国海军作为F项战时订单（Kriegsauftrag F）的一部分，于1915年9月15日向不来梅的威悉船厂订购，建造编号为255。艇体自1916年8月4日开建，1917年7月3日下水，至同年8月12日在首任暨唯一一任艇长、海军上尉库尔特·贝尔尼斯的指挥下正式交付使用。完成海试后，U-104号自1917年10月1日起被编入分驻黑尔戈兰和威廉港的第二潜艇区舰队服役，并一直隶属于该部队直至遇难。
第一次世界大战期间，U-104号在北大西洋东部海域完成了四次巡逻；共击沉9艘协约国或中立国商船，容积总吨为14721吨。其中，被U-104号击沉的最大型船舶是容积总吨为4366吨的英国货轮萨佩莱号（Sapele），它是在从利物浦前往塞拉利昂的途中，于1917年10月26日行至爱尔兰托里岛西北约100海里（190）处中鱼雷沉没，造成3人伤亡。
1918年4月10日，U-104号离开基地，前往不列颠岛周边海域进行巡逻。4月23日，该艇在聖佐治海峽与美国海军驱逐舰库欣号交战时，被对方投掷的深水炸弹击伤，但得以逃脱。4月25日夜晚，当U-104号的船员准备修复受损的耐压壳体时，却意外地发现了英国海军单桅战船夜香树号。后者径直撞向潜艇。艇长贝尔尼斯立即下令下潜，但随即被数枚深水炸弹抛出水面。然而，U-104号已经严重损毁，不再具有浮力。一些船员试图通过艇艏舱门逃离潜艇，但仅轮机长卡尔·埃申贝格一人被英国人救出，艇内其余41名官兵则全数阵亡。U-104号在大约51°59′N 6°26′W / 51.983°N 6.433°W的方位沉没。

## 袭击历史摘要
| 日期           | 船名       | 船籍       | 吨位 （容积总吨） | 结局 |
| -------------- | ---------- | ---------- | ----------------- | ---- |
| 1917年10月26日 | 萨佩莱号   | 英国       | 4366              | 击沉 |
| 1917年12月15日 | 迈达号     | 挪威       | 1253              | 击沉 |
| 1917年12月21日 | 斯普罗号   | 挪威       | 1507              | 击沉 |
| 1917年12月25日 | 埃阿斯号   | 丹麦       | 1018              | 击沉 |
| 1918年3月2日   | 肯马尔号   | 英国       | 1330              | 击沉 |
| 1918年4月12日  | 尼亚尔号   | 俄罗斯帝国 | 578               | 击沉 |
| 1918年4月16日  | 韦德伍德号 | 俄罗斯帝国 | 299               | 击沉 |
| 1918年4月20日  | 劳瑟山脉号 | 英国       | 3926              | 击沉 |
| 1918年4月22日  | 弗恩号     | 英国       | 444               | 击沉 |

## 脚注
1. 1 2  Helgason, Guðmundur. . German and Austrian U-boats of World War I - Kaiserliche Marine - Uboat.net.   [2021-12-10].
2. ↑  Gröner 1991，第12-14頁.
3. 1 2  Helgason, Guðmundur. . German and Austrian U-boats of World War I - Kaiserliche Marine - Uboat.net.   [2015-01-26].
4. 1 2  陈进，第71頁.
5. ↑  Herzog，第50頁.
6. ↑  Helgason, Guðmundur. . German and Austrian U-boats of World War I - Kaiserliche Marine - Uboat.net.   [2021-11-29].
7. ↑  Herzog，第48頁.
8. 1 2  Gröner 1991，第12–14頁.
9. ↑  Herzog，第136頁.
10. ↑  Herzog，第123頁.
11. ↑  Herzog，第69頁.
12. ↑  Helgason, Guðmundur. . German and Austrian U-boats of World War I - Kaiserliche Marine - Uboat.net.   [2021-12-10].
13. ↑  Kemp，第47頁.
14. ↑  Messimer，第117頁.
15. ↑  Helgason, Guðmundur. . German and Austrian U-boats of World War I - Kaiserliche Marine - Uboat.net.   [2015-01-26].